# Lega calcistica degli Emirati Arabi Uniti 2001-2002
La UAE Football League 2001-2002 è stata la 27ª edizione della massima competizione calcistica nazionale per club degli Emirati Arabi Uniti. La squadra campione in carica è l'Al-Wahda. A questa edizione della massima serie prendono parte 12 squadre. 
A retrocedere in UAE Second Division furono l'Al-Khaleej e il Baniyas, mentre a laurearsi campione degli Emirati Arabi Uniti fu per la settima volta l'Al-Ain.

## Classifica
|                                | Pos. | Squadra       | G  | V  | N  | P  | GF | GS | Pt |
| ------------------------------ | ---- | ------------- | -- | -- | -- | -- | -- | -- | -- |
| Emirati Arabi Uniti (bandiera) | 1    | Al-Ain        | 22 | 14 | 5  | 3  | 44 | 23 | 47 |
|                                | 2    | Al-Jazira     | 22 | 11 | 5  | 6  | 50 | 33 | 38 |
|                                | 3    | Al-Shaab      | 22 | 9  | 10 | 3  | 40 | 26 | 37 |
|                                | 4    | Al-Wahda      | 22 | 10 | 6  | 6  | 55 | 38 | 36 |
|                                | 5    | Al-Ahli Dubai | 22 | 8  | 6  | 8  | 42 | 35 | 30 |
|                                | 6    | Al-Wasl       | 22 | 7  | 9  | 6  | 34 | 31 | 30 |
|                                | 7    | Sharjah       | 22 | 6  | 10 | 6  | 44 | 44 | 28 |
|                                | 8    | Al-Nasr       | 22 | 6  | 10 | 6  | 43 | 43 | 28 |
|                                | 9    | Ittihad Kalba | 22 | 8  | 2  | 12 | 28 | 36 | 26 |
|                                | 10   | Al-Shabab     | 22 | 3  | 10 | 9  | 29 | 39 | 19 |
|                                | 11   | Al-Khaleej    | 22 | 3  | 9  | 10 | 35 | 61 | 18 |
|                                | 12   | Baniyas       | 22 | 4  | 4  | 14 | 22 | 57 | 16 |

Legenda:

      Campione degli Emirati Arabi Uniti 2001-2002, ammessa alla fase a gironi della AFC Champions League 2002-2003

      Ammesse alla play-off della AFC Champions League 2002-2003

      Ammesse alla Coppa dei Campioni del Golfo 2003

      Retrocessa in UAE Second Division 2002-2003

Note:
Tre punti a vittoria, uno a pareggio, zero a sconfitta.